# Garry Hoolickin
Garry John Hoolickin (sinh ngày 29 tháng 10 năm 1957) là một cựu cầu thủ bóng đá người Anh thi đấu ở Football League cho Oldham Athletic.